# Torre Vitri
A Torre Vitri egy felhőkarcoló Panamavárosban. 281 méteres magasságával ez Panama legmagasabb lakóépülete.
A 75 szintes tornyot 2007 és 2012 között építette a Pinzón Lozano és Társai cég, 2012 év elején nyílt meg. A Panamaváros egyik legfejlettebb részén, a tengerpart keleti szakaszán, a Costa Este nevű városrészben, az Avenida Paseo del Mar (közismert nevén: El Malecón) út északi oldalán álló épület körül számos másik, nála kicsit alacsonyabb felhőkarcoló tornyosul. Luxuslakóépületként hasznosítják: minden egyes lakásában külön szoba és fürdőszoba van a személyzetnek, valamint a lakóknak szigetes konyha és négy hálószoba mosdóval. A toronyban úszómedence, zöldterületek és rendezvények tartására alkalmas terem is található, kábeltévé van bevezetve, és saját víztisztítóművel is rendelkezik.